# 僕と彼女のゲーム戦争
『僕と彼女のゲーム戦争』（ぼくとかのじょのゲームせんそう）は、師走トオルによる日本のライトノベル。イラストは八宝備仁が担当している。電撃文庫（アスキー・メディアワークス→KADOKAWA）より2011年6月から2016年12月まで刊行された。2013年1月時点で累計部数は28万部を突破している。

## あらすじ
ゲームを世界に輸出しうるコンテンツであり「日本の誇る文化」と定義し、毎月配布される「文化振興券」によりゲームの購入ができる日本。特にゲームには興味もなく読書好きの少年だった岸嶺健吾は人づきあいが苦手だったが、あるきっかけでそれまで無縁だった部活動に入部する。
入部したのは現代遊戯部、つまりゲーム部。仲間たちとのゲーマーな日々の始まりだった。

## 登場人物

### 伊豆野宮学園
岸嶺 健吾（きしみね けんご）
本作の主人公。伊豆野宮学園に転入した高校3年生。18歳。真面目でおとなしく、読書好きで、集中すると本の登場人物になったかのようにその世界に入り込むことがある。のちにゲームに没頭したときも同じようにその世界に入り込むことができるようになり、天道により通り名を「魂の転生者（ソウル・トランサー）」と命名されている。また、天道には弱く、天道の言うことには基本的には従っている。
瀬名により拉致され現代遊戯部に連れてこられた後、ゲームをプレイし、前述のようにゲームの世界に入り、定石から外れたプレイを行いゲームオーバーに至っている。
天道 しのぶ（てんどう しのぶ）
本作のヒロインの1人。現代遊戯部部長にして伊豆野宮学園生徒会長。18歳。勉学と武道に秀でた才色兼備だが、神経質で何事にも完璧でないと気が済まない性格でもある。大企業である天道グループ社長の娘で、実はお嬢様。
基本的には品行方正だが、ゲームをしている時には性格が変わり、罵詈雑言を吐くことがある。任天堂信者。男性への免疫（性的観念）があまりない。
よく岸嶺に新しいゲームをプレイさせたり、その練習の相手をしたりしていて、どんなゲームでも非凡な能力を見せる。
杉鹿 まどか（すぎしか まどか）
本作のヒロインの1人。 高校3年生。昨年、アメリカから転校してきた。
自身の身長の低さにコンプレックスがある。容姿は金髪ツインテールのロリ少女だが、かなりの巨乳。
アメリカ仕込みと呼べるほどにFPSのスナイパーライフルが特に得意で、逆にFPS以外のゲームはあまりプレイしていない。「悪戯好きな小妖精（ミステリアス・ピクシー）」という通り名を一部のゲーマーから付けられている。
また、瀬名ほどではないが解説好きである。MS（マイクロソフト）信者。岸嶺に対しては何かしら気がある模様。
鷹三津 宮美（たかみつ みやび）
本作のヒロインの1人。高校2年生で、岸嶺健吾の幼稚園時代の幼なじみ。岸嶺のことは「先輩」と呼ぶ。読書好き。セガ信者。
現代遊戯部では唯一の2年生だが、実は高校入学の際に一浪しており、実年齢は岸嶺や天道達と変わらない18歳である。
「大河伊佐美」という別名で人気声優をやっている。そのため、イベント等で人前で話すことには慣れている。まどかとは犬猿の仲で、ことあるごとに喧嘩をしている。
親が買ってくれたゲーム機は、セガサターンとドリームキャストで、その影響かセガのゲームが突出してうまい。
瀬名 明雄（せな あきお）
伊豆野宮学園の物理教師。現代遊戯部の顧問。
声優好きが高じて結婚したいとまで思っているほどで、常に婚姻届を持参している。校内のあちこちに盗聴機を仕掛けるなど、本作の中では、比較的謎の多いキャラである。
解説好きで常にテンションが高く、セリフにはほぼ必ず感嘆符が付いている。
仁井谷 佐奈恵（にいたに さなえ）
生徒会書記で料理研究部と掛け持ちしている。ちなみに現代遊戯部は仮部員である。
いつも部室を掃除してくれている世話好きなやさしい少女。
日下部 祐喜（くさかべ ゆうき）
岸嶺健吾のクラスメイトの男子。クラス内には健吾と彼しか男子がいないため、健吾と仲が良い。

### 駿河坂学園
一条 美結（いちじょう みゆ）
駿河坂学園の電子遊戯研究部の部長。ロングヘアーにヘアバンドが特徴。気が強く、伊豆野宮の現代遊戯部をライバル視している。部員や後輩への面倒見は良い。
泉 夕子（いずみ ゆうこ）
電子遊戯研究部の副部長。眼鏡を掛けており、冷静な性格。
一条 珠美（いちじょう たまみ）
電子遊戯研究部の部員。美結の妹。
白滝 空音（しらたき そらね）
電子遊戯研究部の部員。格ゲーの名手だが、シミュレーションゲームなどは苦手。JBCCにて得意とする格ゲーで負けたことから岸嶺をライバル視しており、事あるごとに決着をつけようと持ち掛けてくる。
赤山 卓（あかやま すぐる）
電子遊戯研究部の顧問。瀬名と同年代の男性教師だが、影が薄い。

### 甲斐ヶ原女学園
権田原 茂美（ごんだわら しげみ）
甲斐ヶ原女学園の遊戯文化研究部の部長。「吹き抜ける風（ブラスト・ウインドウ）」という二つ名を持ち、本名で呼ばれることを嫌う。話す時、語尾に「なのだー」と付けるのが癖。ゲームの腕は確かなのだがどこか抜けており、祇方院からはよく「バカ部長」と叱られている。権田原茂男は兄。
祇方院 つかさ（しほういん つかさ）
遊戯文化研究部の副部長。髪は茶髪のロングヘアー。いつも自由奔放な部長の茂美に手を焼いている苦労人。ゲームの腕は部長に劣らず強く、かなりの負けず嫌いでもある。
武藤 理穂（むとう りほ）
遊戯文化研究部の部員。理緒とは双子であり、容姿はそっくりだが、髪留めの位置だけが違う。
武藤 理緒（むとう りお）
遊戯文化研究部の部員。双子の特性を生かし、理穂との連携（チーム戦）に長けている。

### プロゲーマー
権田原 茂男（ごんだわら しげお）
JGBC個人戦の初代チャンピオンで、「宵闇の魔術師（ナイト・マジシャン）」の二つ名を持つ。ゲーム初心者の岸嶺のために色々と世話を焼き、アドバイスをするなど良心的な性格。職業はサラリーマンで、厳しい仕事・残業に日々苦労している。甲斐ヶ原女学園の権田原茂美は妹。
飯田橋 ザンギエフ（いいだばし ザンギエフ）
格ゲーの修行をするため、権田原の紹介で岸嶺が引き合わされたプロゲーマーの女性。
飯田橋 バレッタ（いいだばし バレッタ）
ザンギエフの妹。岸嶺よりも年下だが、姉と同じプロゲーマーである。
ロートリスト
権田原のゲーマー仲間。年齢は三十代であり、ゲーマーとしては高齢。
勝利狂い（マッド・ドラッガー）
権田原のゲーマー仲間。チョコなどの甘い物好き。本業はプログラマー。

### 家族関係者
岸嶺 真奈（きしみね まな）
健吾の妹。10歳の小学生。髪型はポニーテール。
天道 秀樹（てんどう ひでき）
しのぶの父。大企業の天道グループを率いる社長。ゲームなど娯楽全般を嫌っている。
天道 智香（てんどう ちか）
しのぶの母。和服姿の美人。夫と違い、ゲームに対しては寛容で偏見を抱いていない。

### その他
平泉 政孝（ひらいずみ まさたか）
平泉グループの御曹司で、杉鹿まどかの許嫁。傲慢で尊大な性格。岸嶺とゲーム勝負を行う。
折部 和利（おりべ かずとし）
天道グループ東京本社の営業部長。眼鏡の男性。秀樹の右腕と呼ばれるほど優秀。

## 用語
伊豆野宮学園（いずのみやがくえん）
有名なお嬢様私立校として知られていたが、各学年10人程度の少数の男子生徒を受け入れ共学化している。芸能科も存在。また、理事長の方針として秘密主義で、生徒関係者以外には入学希望者にさえほとんど学園内の情報は与えられないという。現代遊戯部（伊豆野宮学園の少数の男子生徒を確保するため瀬名明雄を顧問、天道しのぶを部長に据えて新設された部活。部長が美形でゲームも無制限だが、肝心の男子生徒の入部希望には恵まれていない）が存在している。
駿河坂学園（するがざかがくえん）
お嬢様学園として知られているが伊豆野宮学園と比べると一つランクが下と言われている。電子遊戯研究部が存在する。
甲斐ヶ原女学園（かいがはらじょがくえん）
遊戯文化研究部が存在するゲームの名門校。伊豆野宮や駿河坂も含めた、学校対抗のゲーム大会を企画する。
JGBC（ジェージービーシー）
ジャパン・ゲーム・バトル・チャンピオンシップの略称。全国で開催されている個人戦とチーム戦で構成されたゲーム大会。予選で優秀な成績を残せばGポイントを獲得する。このポイントが貯まれば毎年1月に行われるJGBC決勝大会に出場する事ができ、優勝すればWGBC（ワールド・ゲーム・バトル・チャンピオンシップ）の日本代表に選ばれる。ゲームはあらゆるジャンルで行われる。

## 既刊一覧

### 小説
- 師走トオル（著）・八宝備仁（イラスト）、アスキー・メディアワークス→KADOKAWA〈電撃文庫〉、全10巻
  - 『僕と彼女のゲーム戦争』、2011年6月10日初版発行（同日発売[6]）、ISBN 978-404-870554-7
  - 『僕と彼女のゲーム戦争2』、2011年12月10日初版発行（同日発売[7]）、ISBN 978-4-04-886080-2
  - 『僕と彼女のゲーム戦争3』、2012年5月10日初版発行（同日発売[8]）、ISBN 978-4-04-886478-7
  - 『僕と彼女のゲーム戦争4』、2012年9月10日初版発行（同日発売[9]）、ISBN 978-4-04-886889-1
  - 『僕と彼女のゲーム戦争5』、2013年5月10日初版発行（同日発売[10]）、ISBN 978-4-04-891422-2
  - 『僕と彼女のゲーム戦争6』、2013年9月10日初版発行（同日発売[11]）、ISBN 978-4-04-891907-4
  - 『僕と彼女のゲーム戦争 ゲーマーたちの日常』、2014年3月10日初版発行（同日発売[12]）、ISBN 978-4-04-866436-3
  - 『僕と彼女のゲーム戦争7』、2014年9月10日初版発行（同日発売[13]）、ISBN 978-4-04-866866-8
  - 『僕と彼女のゲーム戦争8』、2015年5月9日初版発行（同日発売[14]）、ISBN 978-4-04-865131-8
  - 『僕と彼女のゲーム戦争9』、2015年10月10日初版発行（同日発売[15]）、ISBN 978-4-04-865455-5
  - 『僕と彼女のゲーム戦争10』、2016年12月10日初版発行（同日発売[16]）、ISBN 978-4-04-892351-4

### 漫画
- 師走トオル（原作）・八宝備仁（キャラクターデザイン）・大熊ゆうご（作画） 『僕と彼女のゲーム戦争』 アスキー・メディアワークス〈電撃コミックスNEXT〉、2013年5月27日初版発行（同日発売[17]）、ISBN 978-4-04-891466-6